# Merrimack (flod)

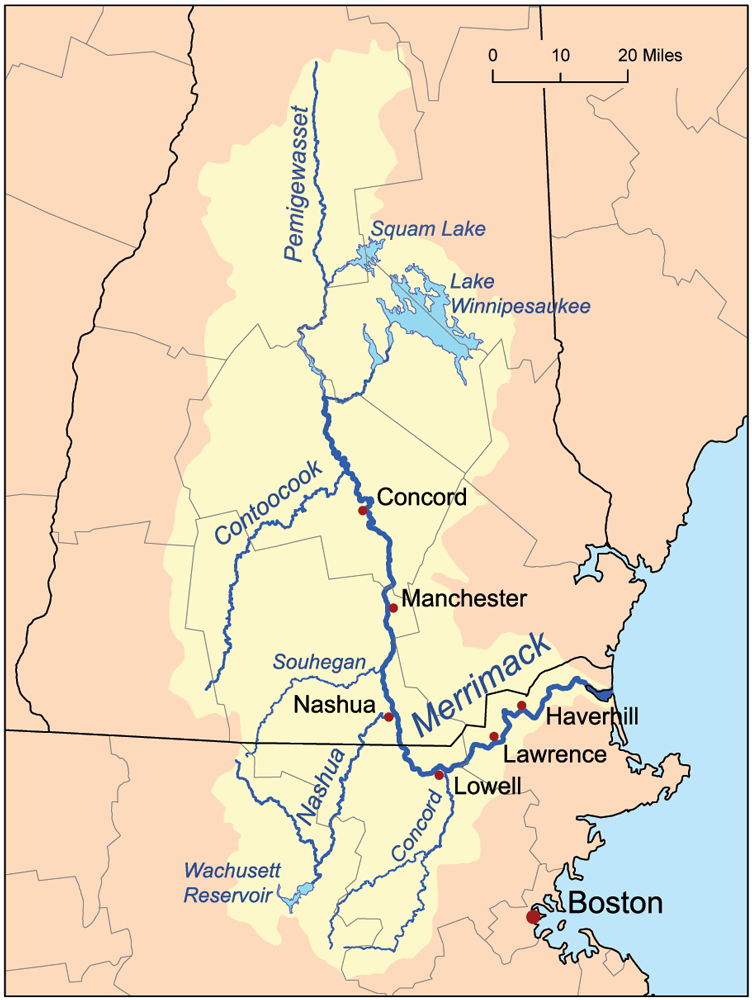
Karta över floden.

Merrimack (äldre stavning: Merrimac; engelska: Merrimack River) är en flod i Massachusetts och New Hampshire, USA. Den är 177 km lång och avrinningsområdet är cirka 12 900 km².
Utsläppen från städer, kemisk-tekniska industrier, garverier, stålverk och massafabriker har gjort Merrimack till en av de mest förorenade floderna i USA.